# إدوارد دين برايس
إدوارد دين برايس (بالإنجليزية: Edward Dean Price)‏ هو محامي وقاضي أمريكي، ولد في 12 فبراير 1919 في سانجر في الولايات المتحدة، وتوفي في 3 نوفمبر 1997.